# Hydroptila surinamensis
Hydroptila surinamensis är en nattsländeart som beskrevs av Oliver S. Flint Jr. 1974. Hydroptila surinamensis ingår i släktet Hydroptila och familjen smånattsländor. Inga underarter finns listade i Catalogue of Life.